# Кооперативни учебни групи
Кооперативните учебни групи (КУГ; Cooperative learning groups от англ.) представляват основната градивна единица на кооперативното обучение. С цел по-добро разбиране на термина КУГ, е необходимо да се даде определение на понятието кооперативно обучение: това е обучение, при което членовете на групата трябва да работят или действат като една личност, за да постигнат общи цели, като при това не е важен не толкова приноса на всеки от участниците в групата, а най-вече върху нейното цялостно представяне.[източник? (Поискан днес)]

## Цели
В добре структурираните КУГ, всеки от обучаемите получава възможност не само да усвои по-добре изучавания материал, но и да усъвършенства своите умения за работа в екип. Чрез дискусии по зададени теми се подобряват вербалните умения, дедуктивното мислене по определен проблем, усъвършенстване на способността за изслушване. Обучаващите се учат заедно, за да получат по-голяма индивидуална компетентност.
КУГ могат да бъдат структурирани по различни начини, които най-общо се разпределят в три категории: формални, неформални и базови (базисни).[източник? (Поискан днес)]

## Категории кооперативни учебни групи
Формалните КУГ са най-често използваната стратегия за провеждане на кооперативно обучение. Минималната продължителност на съществуване на групите е един учебен час, а максималната – няколко седмици. Формалните КУГ се образуват с цел изпълнението на определени задачи, поставени от преподавателя.
Неформалните КУГ са кратковременно съществуващи, с продължителност в рамките на една дискусия или на максимум един учебен час. Този вид КУГ се формират с цел да се фокусира вниманието на обучаемите върху изучавания материал, както и да се подпомогне по-доброто му осмисляне. При този метод времето за преподаване на учебния материал в рамките на учебния час е по-малко, но качеството на неговото усвояване е по-високо.
Базовите (базисните) КУГ се създават за най-дълги периоди от време, в сравнение с формалните и неформалните КУГ. Най-често те са с продължителност от един учебен срок (семестър) до една учебна година. Основната цел на тези КУГ е да предоставят на всеки от участниците в групата подкрепа при усвояване на учебния материал за целия период на преподаването на даден учебен предмет.[източник? (Поискан днес)]